# Илари Онек
Илари Обалокер Онек (енгл. Hilary Obaloker Onek; 5. мај 1948) политичар је и инжењер из Уганде. Он је садашњи министар унутрашњих послова у кабинету Уганде. Именован на ту функцију 27. маја 2011. када је заменио Кирунда Кивејиња, који је избачен из кабинета. Пре тога, Илари Обалокер Онек био је министар за енергетику и минерале, од 16. фебруара 2009. до 27. маја 2011. Пре тога, био је министар Уганде за пољопривреду, индустрију и риболов од 2006. до 2009. Такође је изабран за посланика представљајући Ламуо жупаније. Он је први пут изабран за посланика 2001.

## Биографија
Илари Онек је рођен 5. маја 1948, други син Самсон Окело Ото, сина Руат Самјаоја из клана Пакала у Палабек Гем и госпођа Јера Аиоо, ћерка Rwot Damwoy , Парамоунт начелника од Палабек, једног од шеста поглавица од Lamwo округа. Пакала Клан се углавном налазе у Гем, Локунг и неколико у деловима Судану дуж границе са Палабек и Локунг. У стара времена, Рводи Краљевска породица или Ацхоли уговарали су бракове своје деце.
Мзе Самсон Окевлло Ото је служио у афричким Краљевих Риффлес у Кенији током 1946, када се оженио Мама Аиоо. Он је напустио војску 1954 и приступио јавним радовима Одељење на Ентеббе а касније је радио у различитим деловима Уганде, укључујући Мубенде, Хоима, Сороти и Морото. Мзе Ото преселио са својом породицом где год да га је узео дужност.

## Професионалне квалификације
Његови стручне квалификације обухватају следеће:
- Диплома Грађевинског факултета - Московски универзитет - 1977
- Магистар наука (МСц) у грађевинарству, смер водопривреде инжењерство и хидротехничких структура[2] - Москва Универзитет - 1979.
- Мастер из области пословне Администрације - Макерере Универзитет - 2000
- Регистровани лиценцирани инжењер у Уганди - има овлашћење да потпише техничке документације, а дати правно обавезујућу техничко мишљење на грађевинске послове